# جسر فيرازانو - ناروز
جسر فيرازانو - ناروز (بالإنجليزية: Verrazzano-Narrows Bridge) هو جسر معلق بطريقان يربط بلدات جزيرة ستاتن وبروكلين في مدينة نيويورك عند المضيق، الذي يربط الخليج العلوي المحمي نسبيًا مع الخليج السفلي الأكبر. ويُعتبر أحد أطول الجسور المُعلَّقة في العالم.
يرجع اسم الجسر للمستكشف الإيطالي جيوفاني دي فيرازانو (Giovanni da Verrazzano)، وهو أول ملاح أوروبي معروف كان في خدمة البلاط الملكي الفرنسي في دخول ميناء نيويورك ونهر هدسون، وللمياه التي تمتد إلى: المضيق. يمتد هذا الجسر بطول 4,260 قدم (1,298 م) وكان أطول جسر معلق في العالم وقت إنجازه في عام 1964، حتى تفوق عليه جسر همبر في المملكة المتحدة في عام 1981، وأصبح أطول تاسع امتداد رئيسي في العالم، ولا يزال أطول جسر في الأمريكتين، ويمكن رؤية أبراجه الضخمة في كل مكان في منطقة نيويورك الحضرية، بما في ذلك البلدات الخمس في مدينة نيويورك ونيوجيرسي.
ويعد هذا الجسر وصلة مهمة في نظام الطريق السريع المحلي والإقليمي. ومنذ عام 1976، يمثل الجسر نقطة الانطلاق لـ ماراثون مدينة نيويورك. ويعد أيضًا الجسر بوابة لميناء نيويورك؛ حيث إن جميع سفن الرحلات وسفن نقل البضائع التي تصل إلى ميناء نيويورك ونيوجيرسي يجب أن تمر أسفل الجسر ومن ثم يجب أن تكون ملائمة للمرور أسفله. ويتجلى هذا عند مرور عابرة المحيطات أر إم إسكوين ماري 2.

## نبذة تاريخية
يتبع الجسر إدارة مدينة نيويورك ويتم تشغيله عن طريق هيئة النقل الحضري للجسور والأنفاق، التابعة لـ هيئة المواصلات الحضرية. ويمر الطريق إنترستيت 278 فوق الجسر، والذي يربط الطريق السريع لجزيرة ستاتن مع الطريق السريع لجوانوس وحزام شبكة الطرق. أنتج جسر فيرازانو إلى جانب الثلاثة كباري الرئيسية الأخرى التابعين لجزيرة ستاتن طريقًا جديدًا للركاب والمسافرين للوصول إلى بروكلين ولونغ آيلاند ومانهاتن بالسيارة من نيوجيرسي.
وكان الجسر آخر مشروع كبير لـ الأعمال العامة في مدينة نيويورك أشرف عليها روبرت موسى (Robert Moses)، مفوض المنتزهات العامة بنيويورك ورئيس الهيئة الثلاثية للجسور والأنفاق، والذي كان يحمل رغبة كبيرة في أن يكون الجسر جزءًا من إتمام نظام الطرق السريعة التي كانت نتيجة لجهوده بنسبة كبيرة. وكان الجسر أيضًا آخر مشروع صممه رئيس المهندسين أوتمار أمان (Othmar Ammann)، والذي صمم أيضًا معظم المعابر الرئيسية في نيويورك، بما في ذلك جسر جورج واشنطن وجسر بايون وجسر برونكس ويتستون والجسر الثلاثي وجسر ثروجس نيك. بينما تسببت خطة بناء الجسر في جدل كبير في المنطقة المجاورة لـ خليج ريدج، وذلك بسبب استقرار العديد من العائلات في المنطقة التي يقع بها الجسر الآن ولكنهم أُجبروا على ترك منازلهم.

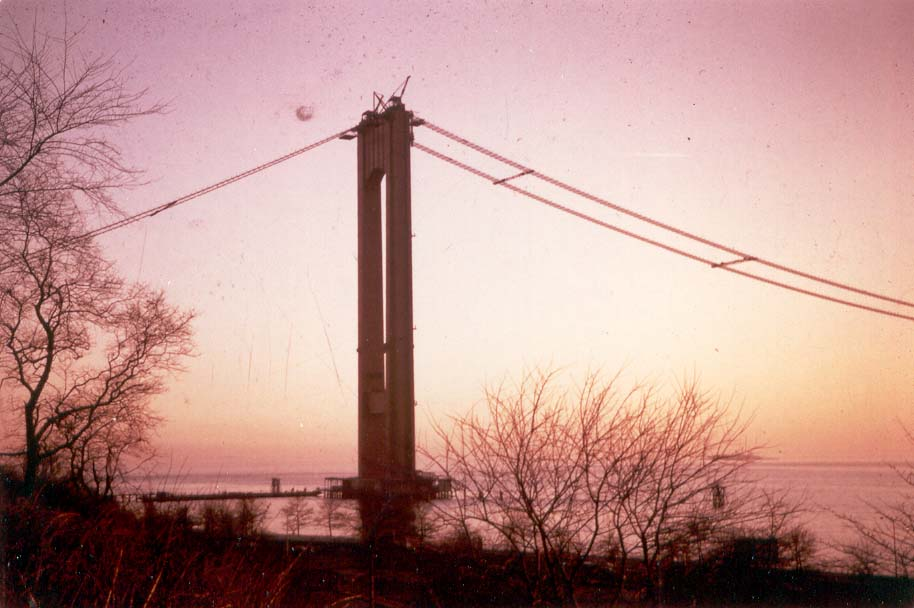
برج جسر فرازانو وكابلاته أثناء البناء دون صواعد أو رصيف للمشاة

بدأ بناء الجسر في 13 أغسطس عام 1959 وافتُتِحت الحارة العلوية في 21 نوفمبر عام 1964 بتكلفة 320 مليون دولار أمريكي. وقد مات ثلاثة من الرجال أثناء بناء هذا الجسر، منهم جيرارد ماك كي (Gerard McKee) وهو في التاسعة عشر من عمره، وأصبح موته موضوع فصل في كتاب جاي تالييس (Gay Talese)، الجسر (The Bridge).
وقص عمدة مدينة نيويورك روبرت وانجر (Robert F. Wagner) الشريط في الافتتاح الذي حضره أكثر من 5000 شخص. وكان هو أول شخص يمر فوق الجسر. بينما افتُتحت الحارة السفلية في 28 يناير عام 1969. وقد حاز الجسر على اسم أطول جسر معلق في العالم (وكان قبل ذلك يحتل هذه المكانة جسر البوابة الذهبية) من عام 1964 حتى 1981، ثم تفوق عليه جسر همبر في إنجلترا.
حصن لافايت كان عبارة عن حصن ساحلي على الجزيرة في ميناء نيويورك، بُني بعد حصن هاميلتون في الطرف الجنوبي لما يعرف الآن باسم خليج ريدج. وقد دُمر كجزء من أعمال إنشاء الجسر في عام 1960؛ وتقع أعمدة الجسر من جانب بروكلين في مكان أساس الحصن السابق.
ووفقًا لـ وزارة النقل بالولايات المتحدة الأمريكية: 
- يحتوي البرجان على مليون مسمار لولبي و3 مليون مسمار برشام.
- قطر كل كابل من كابلات التعليق الأربعة يبلغ 36 بوصة (914 مـم). يتكون كل كابل من 26,108 سلك يبلغ إجمالي طولهم 143,000 ميل (230,136 كم)
- بسبب ارتفاع البرجين (693 قدم (211 م)*) والمسافة بينهما (4,260 قدم (1,298 م)*) كان يجب الأخذ في الاعتبار دوران سطح الأرض في تصميم الجسر- حيث تتباعد قمم البرجين 1 5⁄8 بوصة (41.275 مـم) عن قواعدها.[11]
- وبسبب التمدد الحراري للكابلات الصلبة، فإن طريق الجسر ينخفض 12 قدم (3.66 م) في الصيف عن حاله في الشتاء.[12]

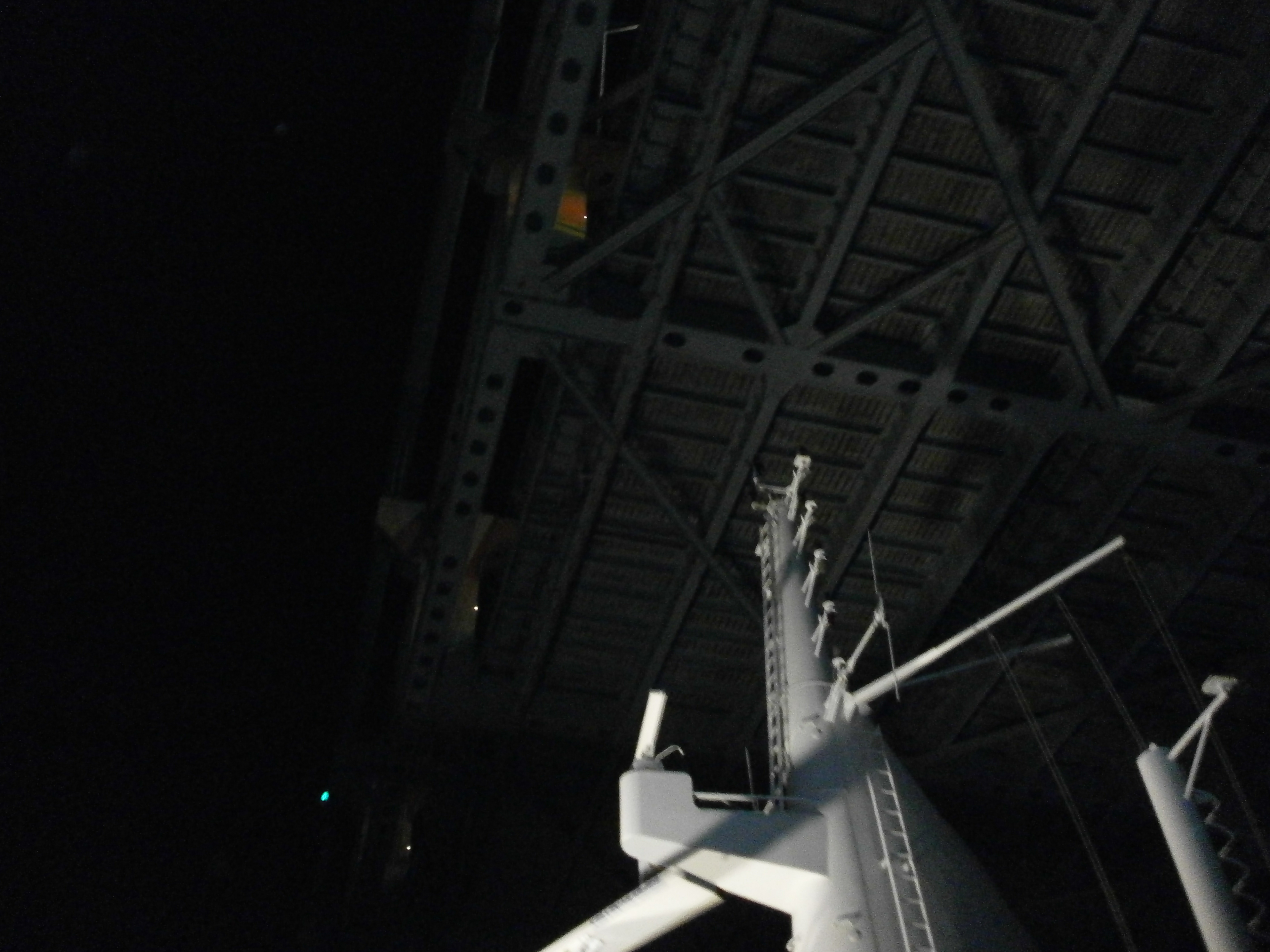
كوين ماري 2 خلوص سارية الرادار.

تأثر الجسر بالطقس أكثر من أي جسر آخر في المدينة ويرجع ذلك إلى حجمه وموقعه المعزول القريب من المحيطات المفتوحة. وأحيانًا يتم إغلاقه (إما جزئيًا أو كليًا)
وذلك أثناء الرياح القوية والعواصف الثلجية.
تم تصميم أر إم إس كوين ماري 2 بقمع مسطح لتتمكن من المرور تحت الجسر، ولها 13 قدم (3.96 م) للمرور تحت الجسر أثناء المد العالي.
وقد عزز الجسر مزيدًا من المرور على معبر الجسر وجسر جيوثالز، ويصل كل منهما جزيرة ستاتن مع نيوجيرسي.
وفي عام 2009، تم استبدال 262 من أعمدة بخار الزئبق لإضاءة قلادة الجسر جميعها بـ صمامات ثنائية باعثة للضوء موفرة لاستهلاك الطاقة.

### الخلاف حول التسمية
كانت تسمية الجسر باسم فيرازانو أمرًا مثيرًا للجدل. وكان أول اقتراح قُدم عام 1951 بواسطة الجمعية الإيطالية للتاريخ في أمريكا، حين كان الجسر في مرحلة التخطيط. وبعد ما رفض روبرت موسى الاقتراح، قامت الجمعية بحملة علاقات عامة لإعادة إحياء اسم فيرازانو المنسيّ إلى حد كبير والترويج لتسمية الجسر باسمه. ويرجع معظم الفضل في هذه الحملة لمدير الجمعية جون لا كورت John N. LaCorte، والذي نجح في حشد التأييد لحاكم نيويورك في عام 1954 أفيريل هاريمان لإعلان 17 أبريل (ذكرى وصول فيرازانو إلى الميناء) على أنه يوم فيرازانو. وقد أدت الجهود التالية من قبل جون لا كورت في صدور الإعلانات بواسطة حكام الولايات على طول الساحل الشرقي. وبعد هذه النجاحات، أعاد لا كورت التقريب بين الجسر الثلاثي وهيئة الأنفاق، ولكنه تحول عن ذلك مرة ثانية. وقال مدير الهيئة؛ وأيده في ذلك موسى، إن الاسم كان طويل جدًا وأنه لم يسمع عن فيرازانو.
في وقت لاحق، نجح المجتمع في الضغط للحصول على مشروع قانون قُدم إلى جمعية ولاية نيويورك والتي تنص على تسمية الجسر باسم هذا المستكشف. وبعد تقديم مشروع القانون، انضمت الغرفة التجارية لجزيرة ستاتن مع المجتمع لتعزيز هذا الاسم. وتم التوقيع على مشروع القانون ليصبح قانونًا في عام 1960 من قبل الحاكم نيلسون روكفلير (Nelson Rockefeller). ورغم ذلك، يبدو أن الجدل تركز على مصدر التسمية، حيث تجدد مرة أخرى في العام الأخير من بناء الجسر بعد اغتيال الرئيس جون اف كينيدي. حيث حصلت العريضة المقدمة بتسمية الجسر باسم كينيدي آلاف من التوقيعات. وردًا على ذلك، اتصل لا كورت بـ النائب العام للولايات المتحدةروبيرت كينيدي، شقيق الرئيس، الذي أخبر لا كورت إنه يجب عليه التأكد من عدم تسمية الجسر باسم أخيه. (بدلاً من ذلك، أعيدت تسمية مطار أيدلوايلد، وهو المطار الدولي الرئيسي في نيويورك على اسم الرئيس كينيدي.)
ومع ذلك، تجاهلت وكالات الأنباء المحلية الاسم الرسمي للمطار بصورة كبيرة وقت الافتتاح. حيث حذف بعض المذيعين والصحف أي إشارة لجسر فيرازانو، حيث كانوا يشيرون إلى الجسر باسم جسر ناروز أو جسر جزيرة بروكلين ستاتن. وواصل المجتمع جهوده الضاغطة لتعزيز الاسم في السنوات التالية حتى أصبح الاسم راسخًا بصورة أساسية. واليوم، عادةً ما يشار إليه بـ «فيرازانو» فقط.

## استعمال الجسر

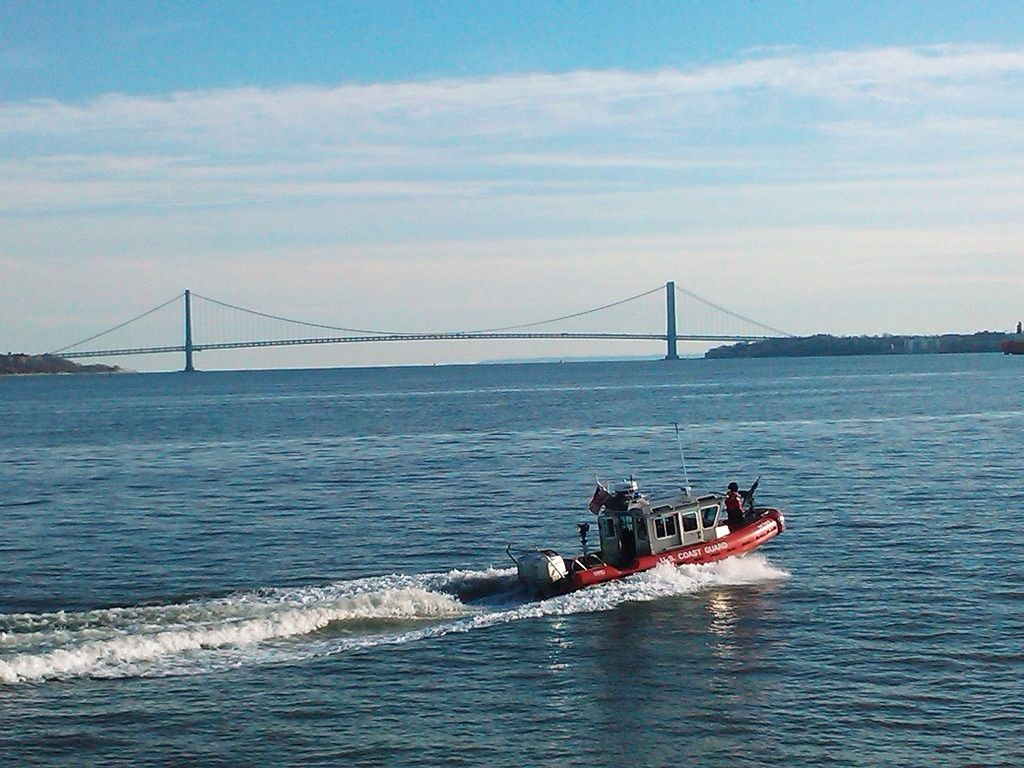
خفر السواحل في الولايات المتحدة والحرب على الإرهاب دورية في خليج نيويورك العلوي. يمتد جسر فيرازانو ناروز على مسافة الناروز بين بروكلين (يسارًا) وجزيرة ستاتن (يمينًا).

ففي عام 2008، استخدم هذا الجسر في عبور حوالي 190,000 سيارة يوميًا.
وفي ديسمبر لعام 2011، قدرت الرسوم الضريبية للاتجاه الواحد (تدفع فقط للمتجه نحو جزيرة ستاتن) بـ 13 دولار نقدًا للسيارة الواحدة أو 5,50 دولار للدراجات البخارية. ويقوم المستخدمون وأجهزة الاستجابة لـ نظام جمع رسوم المرور إليكترونيا الصادر من قبل مركز خدمة عملاء نيويورك لنظام جمع رسوم المرور إلكترونيًا بدفع مبلغ 9,60 دولار للسيارة أو 4,18 دولار للدراجة البخارية، بينما تدفع الشاحنات بخمس محاور 70 دولارًا أو 47,26 مع نظام جمع رسوم المرور إلكترونيًا بنيويورك. ولا يحق للمستحقين لأجهزة الاستجابة الحصول على أي تخفيضات في مكان آخر.
ومن عام 1964 وحتى عام 1986، كانت تجمع الرسوم الضريبية من الاتجاهين حتى اهتم سكان جزيرة ستاتن بالتلوث الناتج عن السيارات المعطلة والتي تسمى بالرسوم الضريبية أحادية الاتجاه. ورغم ذلك، اعتبارًا من 2011 فهناك بعض أكشاك الرسوم الضريبية في اتجاه الشرق مازالت في أماكنها، حيث تطلب من السائقين تخفيض السرعة. وبينما يعتبر ارتفاع تكلفة الرسوم الضريبية بين بروكلين وجزيرة ستاتن دائمًا قضية للسكان، إلا أن البعض يؤيد الرسوم الضريبية لأنهم يرون أنها هي الطريقة الوحيدة للحد من النمو السكاني في جزيرة ستاتن. حيث توجد رسوم ضريبية على كل من الجسور الأربعة الموجودة في الجزيرة.
وفي عام 2010، أُزيل ثمانية من أكشاك الرسوم الضريبية غير المستخدمة من على جسر بروكلين في المرحلة الأولية للمشروع لتحسين تدفق حركة المرور على ساحة تحصيل الرسوم الضريبية، ومن ثم ستزال الأكشاك الثلاثة المتبقية لتحصيل الرسوم الجمركية فيما بعد أثناء المرحلة الثانية من بناء المشروع.
ونظرًا لعدم بناء الجسر بممر للمشاة، فيحظر استخدامه بالنسبة لوسائل المواصلات غير المزودة بمحركات إلا في أثناء الأحداث الخاصة مثل ماراثون مدينة نيويورك وفايف بورو بايك تاور "Five Boro Bike Tour". ومؤخرًا، مارس السكان الذين يعيشون على طرفي الجسر الضغط لعمل ممرات للمشاة. وفي أكتوبر من عام 2003، وعد العمدة مايكل بلومبرج Michael Bloomberg بالنظر في تأسيس الممر الذي طال انتظاره للمشاة وللدراجات.
سيتم قبول جمع رسوم المرور إلكترونيًا على جميع أكشاك تحصيل الرسوم الضريبية نقدًا ابتداءً من 9 أبريل لعام 2012، بما في ذلك الطرق المتقاطعة.
ويعرف هذا الجسر بأنه «أخطر جسر» في نيويورك وذلك بسبب تدهور حالة الجسر والأعداد التي تقدر بـ 170,000 الذين يمرون عليه يوميًا.
ومع ذلك، تحظر الإشارات الموجودة على طرفي الجسر من التصوير الفوتوغرافي وتسجيل الفيديو، إلا أنه ليس من المؤكد إذا كانت تعني تلك الإشارات منع المارة من الوقوف على الجسر أو منع التصوير الفوتوغرافي وتسجيل الفيديو من السيارات المتحركة.

### وسائل النقل العام
يحمل الجسر ثلاثة طرق لحافلات محلية محدودة التوقف يتم إدارتها من قبل هيئة النقل الحضري لمدينة نيويورك وإس53 وإس79 وإس93 التي تربط جزيرة ستاتن مع "أر" خط مترو الأنفاق في خليج ريدج، بروكلين. ويحمل الجسر 18 طريق لـ الحافلات السريعة التي تربط جزيرة ستاتن مع مانهاتن والتي شغلتها هيئة نقل مدينة نيويورك. وهذه قائمة بـ إكس1 وإكس2 وإكس3 وإكس4 وإكس5 وإكس7 وإكس8 وإكس9 وإكس10 وإكس11 وإكس12 وإكس14 وإكس15 وإكس17 إيه وإكس17سي وإكس19 وإكس31 وإكس42. ويبلغ متوسط أعداد الركاب التي يحملها الجسر في أيام العمل كما يلي: إس53: 9551؛ إس79: 8789; إس93: 1623؛ إكس1: 5858؛ إكس2: 1506؛ إكس3: 681؛ إكس4: 701؛ إكس5: 1975؛ إكس7: 1715؛ إكس8: 1061؛ إكس9: 1051؛ إكس10: 2964؛ إكس11: 921؛ إكس12/إكس42: 2227؛ إكس14: 1075؛ إكس15: 1316؛ إكس17: 5692؛ إكس19: 1219؛ إكس31: 723.

## الأفراد الأساسيين المشتركين

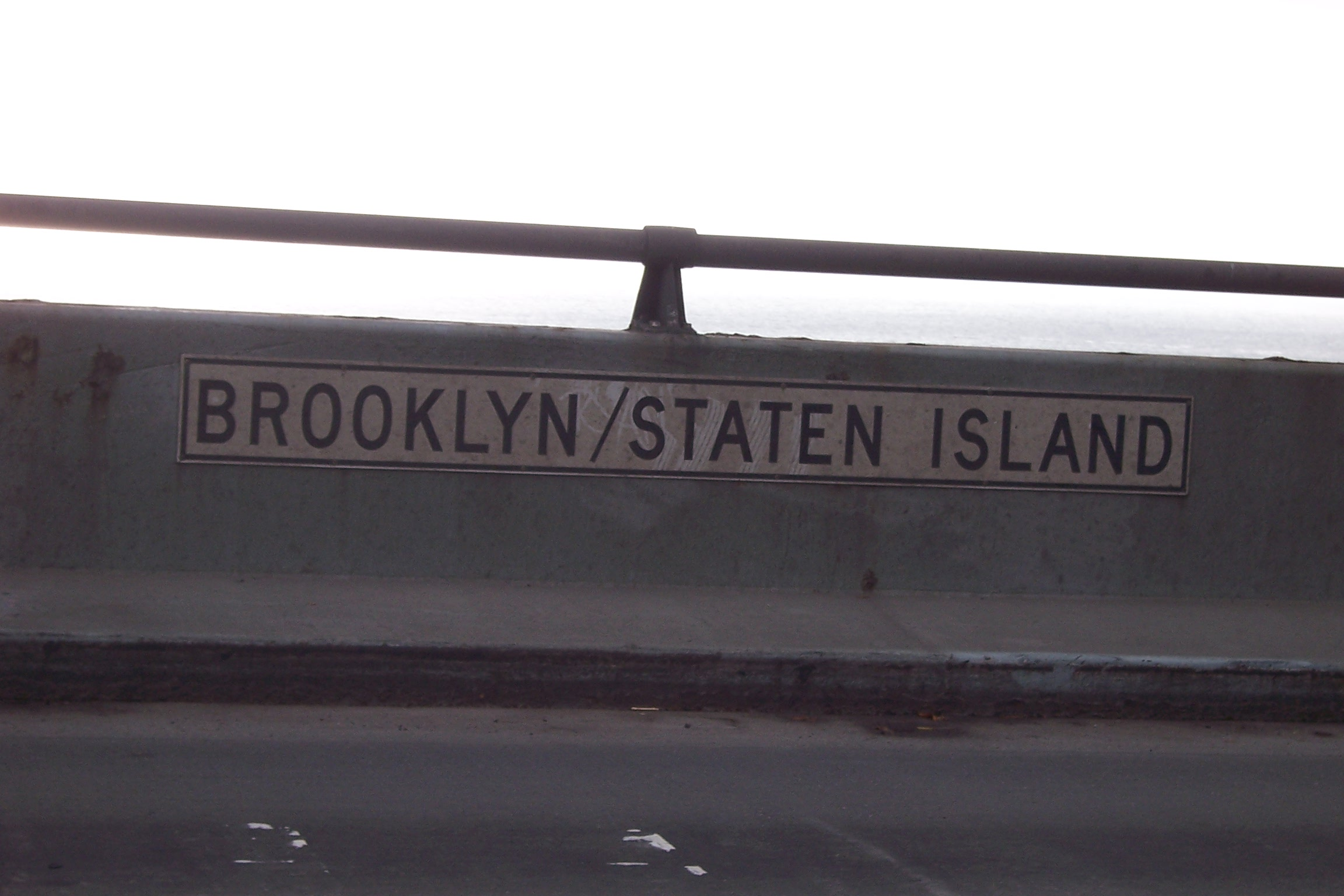
تشير العلامات الموجودة على الجسر إلى خط الحدود لبلدتين مترابطتين.

| الوظيفة        | الاسم                                      |
| -------------- | ------------------------------------------ |
| شريك رئيسي     | أوتمار هيرمان أمان                         |
| كبير المهندسين | ميلتون برومير (Milton Brumer)              |
| مهندسو المشروع | هيرب روثمان (Herb Rothman) وفرانك إل ستاهل |
| مهندس التصميم  | ليوبولد اتش جاست                           |
| مهندس الإنشاء  | جون ويست كيني                              |

## في الثقافة الشعبية
- تم تخيل افتتاح الجسر مثل افتتاح «جسر كولومبوس -- أميريغو» في عام 1966 حلقة «بوكوورم تيرنز (The Bookworm Turns)» من مسلسل باتمان باستخدام أشرطة الأخبار في الافتتاح الفعلي للجسر.
- ولجسر فيرازانو ناروز مكانة مهمة في الفيلم الشعبي ساتردي نيت فيفر "Saturday Night Fever" عام 1977.[9]
- وكان للجسر وقربه من المحيطات المفتوحة علامة مميزة في فيلم ضد التيار "Against the Current" في نهاية عام 2009.
- وفي نسخة خاصة من فيلم الهاوية "The Abyss"، ظهر الجسر وهو محاط بأمواج عاتية.
- وبرز الجسر في اللقطة الأخيرة من فيلم تيرينسي ماليك "Terrence Malick" في عام 2011 شجرة الحياة.
- وفي الانتقام، طار البطل الخارق الرجل الحديدي "Iron Man" عكس الطريق المحدد له واخترق الجسر في طريقه لاعتراض قذيفة نووية.

## وصلات خارجية
- "Biggest Bridge to Span Busiest Harbor." Popular Science, June 1955, pp. 90–93/264/268.
- New York City MTA official site
- nycroads.com
- جسر فيرازانو - ناروز  على موقع ستركتر

- U.S. Geological Survey Geographic Names Information System: جسر فيرازانو - ناروز
- Patrick S. O'Donnell's Verrazano-Narrows Bridge photos on bridgemeister.com
- Verrazano-Narrows Bridge Construction B+W photos by Lester Kramer